# Adrian Smith (arquitecto)
Adrian D. Smith (n. Chicago, 19 de agosto de 1944) es un arquitecto estadounidense. Ha diseñado rascacielos notables como el Burj Khalifa, Jin Mao Tower, Trump International Hotel and Tower y Jeddah Tower.

## Biografía

### Skidmore, Owings and Merrill
Adrian Smith fue un socio de diseño en la oficina de Chicago de Skidmore, Owings & Merrill 1980 a 2003 y un socio de consultoría de diseño desde 2004 hasta 2006. Adrian también se desempeñó como Director de la Reunión de Altos Ejecutivo (1993 a 1995). Fue el presidente de la Fundación SOM (1990 a 1995), que sirve para reconocer y fomentar a los estudiantes de arquitectura, diseño, diseño urbano e ingeniería estructural.

### Adrian Smith + Gordon Gill Architecture
Después de casi cuatro décadas con Skidmore, Owings & Merrill (1967-2006), Smith dejó con Gordon Gill y Robert Forestal Skidmore, Owings & Merrill, para fundar su propia empresa, Adrian Smith + Gordon Gill Architecture (AS + GG). AS + GG ha declarado que se centrará en el diseño de alto rendimiento, arquitectura energéticamente eficiente y sostenible a escala internacional.

## Reconocimiento
Proyectos bajo su dirección han ganado más de 90 premios importantes por su excelencia en el diseño, incluyendo 5 premios internacionales, 8 Premios nacionales de AFP, 22 premios de Chicago de AFP, y 2 premios ULI a la Excelencia. Las obras de Smith en SOM ha sido presentado en los principales museos en los Estados Unidos, Sudamérica, Europa, Asia y Medio Oriente.[cita requerida]

## Burj Khalifa
El Burj Khalifa, en Dubái, es el edificio considerado como el más alto del mundo que abrió sus puertas el 4 de enero de 2010. Smith fue el socio de Diseño de Altos Funcionarios.